# I din himmel
I din himmel är en låt från 2012 skriven av Sonja Aldén, Peter Boström och Bobby Ljunggren. 
Låten framfördes första gången i andra deltävlingen i Göteborg under Melodifestivalen 2012 av Sonja Aldén. Där åkte låten ut ur tävlingen.
Den 4 mars 2012 testades låten på Svensktoppen. men missade listan.
Sångtexten handlar om längtan efter någon som dött.

### Fotnoter
1. ↑  ”Svensktoppen”. 4 mars 2012. http://sverigesradio.se/sida/topplista.aspx?programid=2023&date=2012-03-04. Läst 11 mars 2012.
2. ↑  ”Svensktoppen”. 11 mars 2012. http://sverigesradio.se/sida/topplista.aspx?programid=2023&date=2012-03-04. Läst 11 mars 2012.
3. ↑  ”Tunigo”. 10 februari 2012. Arkiverad från originalet den 23 juli 2012. https://archive.is/20120723024819/http://us.tunigo.com/2012/02/10/en-stor-drom-har-besannats-3/. Läst 3 mars 2012.